# Mango (Jamshedpur)
Mango là một thành phố và là một khu vực quy hoạch (notified area) của quận Purbi Singhbhum thuộc bang Jharkhand, Ấn Độ.

## Nhân khẩu
Theo điều tra dân số năm 2001 của Ấn Độ, Mango có dân số 166.091 người. Phái nam chiếm 53% tổng số dân và phái nữ chiếm 47%. Mango có tỷ lệ 70% biết đọc biết viết, cao hơn tỷ lệ trung bình toàn quốc là 59,5%: tỷ lệ cho phái nam là 76%, và tỷ lệ cho phái nữ là 63%. Tại Mango, 14% dân số nhỏ hơn 6 tuổi.